# Uplet
Pour les articles homonymes, voir Liste (homonymie).

Coordonnées XYZ. Basé sur le travail d'InductiveLoad

En mathématiques, un uplet  (désigné aussi par liste , famille finie, ou suite finie) est une collection ordonnée finie d'objets. Plus précisément, si n est un entier naturel, alors un n-uplet, ou n-uple, ou n-liste est une collection ordonnée de n objets, appelés « composantes » ou « éléments » ou « termes » du n-uplet.
En programmation informatique, on trouve une notion équivalente dans certains langages, tels que Python, Rust, OCaml, Scala, Swift ou MDX. Dans les langages fonctionnels, les tuples sont réalisés comme types produits ; dans les  langages impératifs, on trouve des tuples nommés, où les composantes sont repérées par un nom, sous la forme de struct (C) ou record (Pascal).
Note : l'utilisation du terme anglais tuple, suffixe de quin-tuple/sex-tuple/…, est courante dans des ouvrages de programmation informatique en français.

## Définitions et propriétés
- Pour n > 0, si nous notons a1 le premier élément, a2 le deuxième élément, …, an le n-ième élément, le n-uplet s'écrit : (a1,a2,…,an).
- Le 0-uplet s'écrit {\displaystyle ()}.
- Un n-uplet ne peut être égal à un p-uplet qu'à la condition que n et p soient égaux.
- L'égalité des n-uplets se définit par

(a1,a2,…,an) = (b1, b2,…,bn) si et seulement si  a1 = b1 et a2 = b2 … et an = bn.
En résumé, un n-uplet dont les composantes sont dans un ensemble E est un élément du produit cartésien {\displaystyle E^{n}}.
- Si E est fini, l'ensemble {\displaystyle E^{n}} des n-uplets dont les composantes sont dans E est fini. L'ensemble {\displaystyle \bigcup _{n\in \mathbb {N} }E^{n}}des uplets dont les composantes sont dans E est dénombrable.

## Cas particuliers
- un 2-uplet est appelé couple (ou doublet) ;
- un 3-uplet est appelé triplet[3] ;
- un 4-uplet est appelé quadruplet ;
- un 5-uplet est appelé quintuplet ;
- un 6-uplet est appelé sextuplet ;
- etc[4].

## Exemples
- (1, 2) ≠ (2, 1).
- Si le premier élément et le deuxième sont 1, si le troisième est 5 et si le quatrième est 20, alors le quadruplet formé par ces éléments s'écrit (1, 1, 5, 20).
- Si le premier élément est ♥, le deuxième et le quatrième sont ♣ et le troisième est ♦, alors le quadruplet formé par ces éléments s'écrit : (♥, ♣, ♦, ♣).
- La n-ième puissance cartésienne En d'un ensemble E est l'ensemble des n-uplets d'éléments de E.
- Plus généralement, le produit cartésien E1 × … × En de n ensembles E1, …, En est l'ensemble des n-uplets (a1,a2,…,an) où  a1 appartient à E1, …, an appartient à En.
- De manière générale, les coordonnées sont des n-uplets. En particulier, les points de l'espace vectoriel ordinaire sont représentés par des triplets de nombres réels.
- Les nombres complexes peuvent se construire à partir de couples de nombres réels.
- Un quaternion peut être représenté par un quadruplet de nombres réels.
- En théorie des nombres, les mathématiciens s'intéressent notamment aux triplets, quadruplets, quintuplets, sextuplets, etc. de nombres premiers.
- En informatique, les objets d'un type de données enregistrement sont des n-uplets.
- Un n-uplet constitue les paramètres d'une fonction informatique ou les arguments d'une fonction mathématique à n variables.

## Formalisation
D'après la définition par récurrence du produit cartésien de n ensembles, un n-uplet peut être défini à partir de la notion de couple, qui elle-même peut se définir en termes d'ensembles :
(a1, a2, … ,an) = ((… ((a1, a2), a3), … , an–1), an)
(c'est-à-dire qu'un (n + 1)-uplet est un couple dont la première composante est un n-uplet). Autrement dit :
1. ∅ est un 0-uplet
2. si x = (a1, a2, … ,an) est un n-uplet, alors  (x,an+1) est un (n+1)-uplet, et (a1, a2, … ,an, an+1) = (x, an+1).

La propriété caractéristique des n-uplets (la définition de l'égalité) se démontre immédiatement par récurrence à partir de celle des couples.
On a choisi pour définir un n+1-uplet d'ajouter un élément « à la fin » d'un n-uplet : c'est arbitraire, et il est possible de commencer par le début, c'est-à-dire de définir un n+1-uplet comme un couple dont la seconde composante est un n-uplet. Ceci conduit à une définition différente mais qui a les mêmes propriétés.
Il est enfin possible de définir un n-uplet comme une suite finie, c'est-à-dire une fonction définie sur un ensemble fini, {0, …, n – 1} ou {1, …, n}.